# Religión en Honduras
La religión en Honduras, como se conoce hoy en día, fue principalmente adoctrinada por los propios conquistadores españoles como una forma de compartir las creencias que se han practicado en occidente. Aunque hay registros que habían religiones autóctonas en épocas prehispánicas, las religiones católicas y evangélicas cristianas han sido las que han predominado sobre la población hondureña desde sus inicios como nación.
Para 2016, la Iglesia católica afirmaba que el 77% de la población en Honduras era católica, aunque otros estudios (para 2022) muestran a Honduras como el país con menos creyentes católicos de Latinoamérica, estableciéndose la religión protestante como la de mayor predominancia.

## Historia
El comienzo de la religión en Honduras se remonta a la época de pueblos prehispánicos que habitaron estas tierras y desarrollaron varias religiones, entre la que destaca la religión maya, quienes desarrollaron una amplia mitología y cosmología, las cuales se pueden estudiar a través los jeroglíficos de sus edificaciones y en los códices mayas.

### Religiones autóctonas
Las religiones autóctonas en Honduras eran diferentes en cada grupo étnico, son religiones politeistas y animistas.

#### Religión Maya

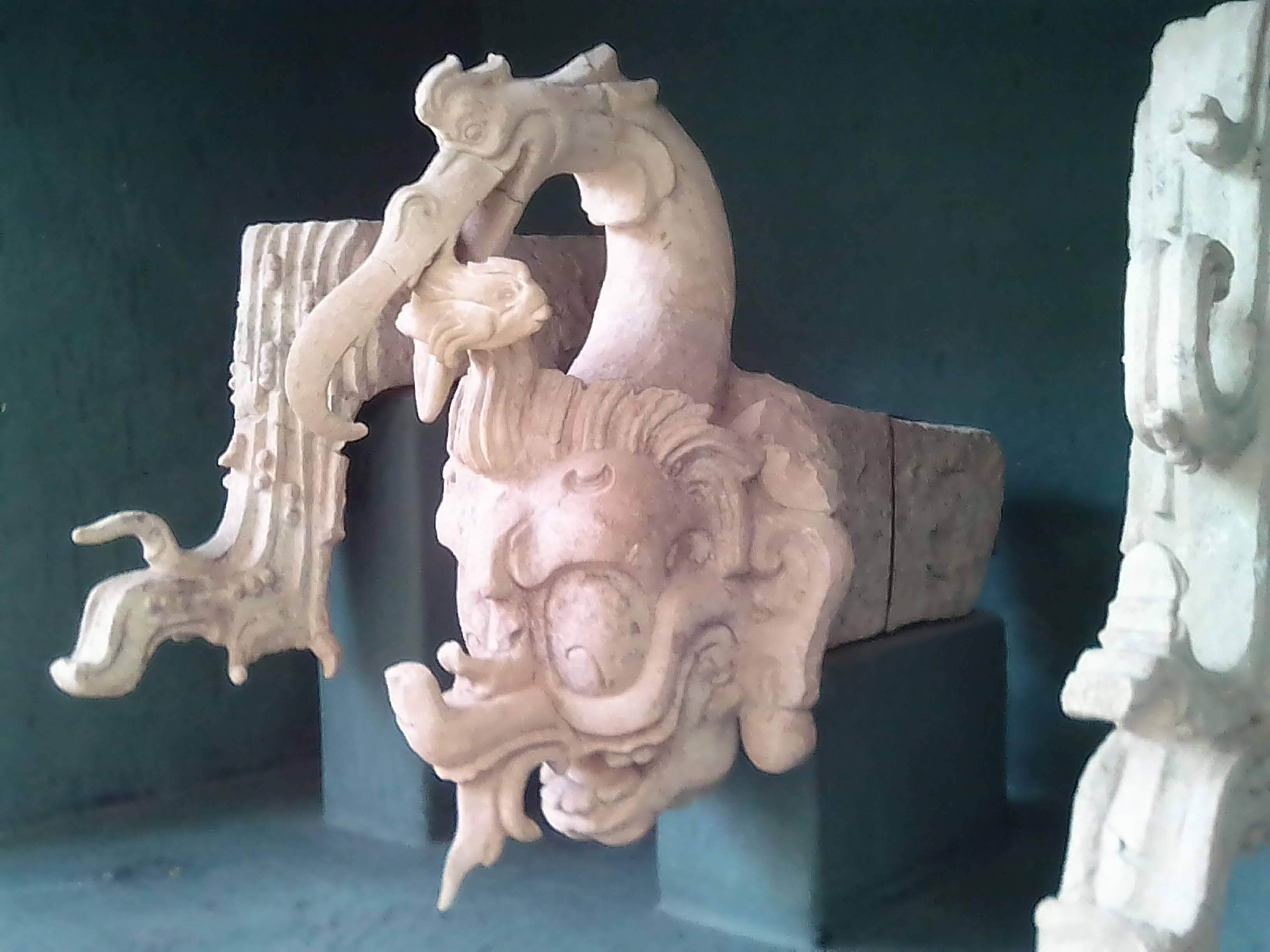
Estatua de la deidad maya Chaac, la religión maya tuvo enorme presencia en el occidente de Honduras

La religión maya fue politeísta; se preocupaba por entender el por qué de las cosas, lo que lleva a definirla como una especie de filosofía precursora de la ciencia moderna. Los sacerdotes del Sol presidían los actos rituales, los profetas (chilán) que tenían la cualidad de entrar en una especie de trance y predecir qué iba a ocurrir en el futuro.
Cuando se fundó la ciudad de Copán, los Mayas ya construían templos ceremoniales. Los escritos de los antiguos mayas se realizaban también en corteza de árbol o en pergaminos de piel de venado curtida. Crearon obras religiosas, dramáticas, enciclopédicas y de canciones y poemas.
El Popol Vuh es el libro sagrado de los mayas, escrito en piel de venado, está traducido al Quiché, se tradujo al español entre 1701 y 1703. Popol en maya quiere decir reunión, casa común; y vuh, libro, papel. Se le llama también el libro del consejo ya que es el libro de más importancia literaria maya. En este libro se encuentran la solución a los problemas interiores del hombre, es decir que ayudan a destruir tus demonios interiores, la enfermedad y la muerte que ellos llaman” los señores de Xibalba”, por lo que este libro sirve de guía para aquellas personas que buscan perfeccionarse y ser mejores.
En el Popol Vuh o "Libro del Consejo" encontramos los principios cósmicos como la creación de la tierra a partir del llamado caos dando luz y vida además de cómo se dio la creación del hombre y la mujer, el hombre se creó a partir de barro y después de madera (los atlantes) pero olvidaron sus orígenes, sus padres y estos les castigaron con un gran diluvio que sumergió toda la ciudad.
Los animales eran utilizados como dioses creadores, como por ejemplo el pájaro serpiente, que eran los creadores sexuales del universo. Dios hizo al hombre con ayuda de un gavilán que buscó a una serpiente y con la sangre de esta y maíz se creó la carne del hombre. Cada dios del Popol Vuh ayuda a la construcción del hombre haciendo su forma, su carne, su consciencia… cada uno aporta algo distinto por lo que todos son importantes.
Es muy razonable pensar que el hombre estuviera hecho de ese conjunto de maíz, ya que fue el cultivo del maíz es el que dio alimento a los mayas, por ser el cultivo más importante y la base de su gastronomía. Este libro se puede asemejar a la biblia cristiana en algunos aspectos, por lo que los mayas actuales, aunque son católicos lo mezclan con rituales y creencias mayas indígenas, practicando la fe maya que acepta a la naturaleza y a sus elementos, dándose la meditación, la danza indígena, etc. El Popol Vuh está dividido en tres partes: la creación del mundo, la creación de la primera pareja de personas y la civilización del maíz
Los dioses mayas no eran representaciones divinas con forma humana, sino que eran una narración metafórica basada en mitos (extraídos de su propia cultura) de la ideología maya. De esta forma, eran los dioses los que atribuían de sentido a la jerarquización de la sociedad maya, y a la existencia de todo cuanto les rodeaba. A continuación algunos deidades destacados: Ixpiyacoc e Ixmucané, Itsamná, Ix Chevel Yax, Kinich Ahau, Ix Chel, Vucub Caquix, Kisín, Chac.
La religión maya estaba ligada a las incertidumbres de la agricultura y generaba un gran número de intervenciones rituales, que equivalían a otras tantas intercesiones ante los dioses para que facilitasen la vida cotidiana y las buenas cosechas. Es lo que se ha venido a llamar religión oficial, siempre patrimonio de los dioses. Paralelamente, existía una religión rural que nunca se identificó con los dioses.
Todas las prácticas religiosas de la civilización maya estaban ligadas al relato de la creación, dado que los dioses crearon a los hombres, a cambio éstos debían adorar a las divinidades alimentándolas.

#### Religión Chorotega
La religión Chorotega es politeísta. Algunos de sus dioses son: Tipotani, Nenbithía y Nenguitamali.

#### Religión Lenca

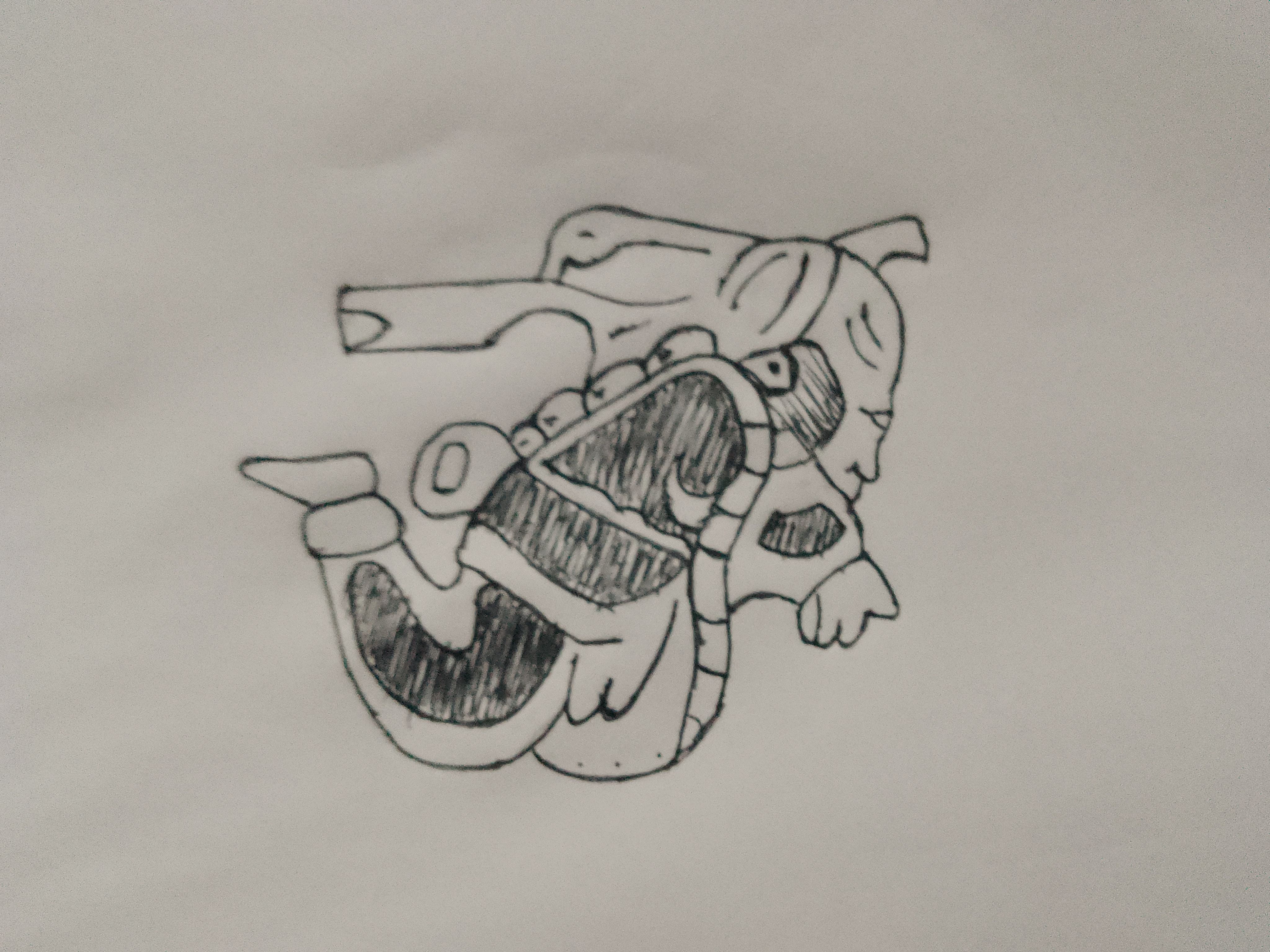
Figura lenca conocida como el "dios Volador" originalemnte encontrada en un vasija en el yacimiento de Yarumela.

La religión nativa de los lencas es politeísta, ven la realidad desde un punto de vista animista, creen en el nahualismo y acorde a su mitología los dioses están organizados jerárquicamente. Ca (dios lenca del tiempo). El chamanismo era reducido y los chamanes eran por lo general mujeres. La leyenda lenca más conocida es la leyenda de Comizahual. sus deidades principales eran, Itanipuca, Ilanguipuca, Icelaca, y Maraguana.

#### Religión Pech
En la religión pech, estos se ven a sí mismos como hijos del dios del rayo conocido como Mua Mua, sus antepasados lucharon para exterminar a los gigantes encabezados por Takascró, primero vencieron a los Chaca-Chacay (lagartijas gigantes).
Las mujeres Pech participan activamente en la vida laboral, económica y religiosa, son agricultoras, pescadoras, jefes tribales, curanderas y chamanes. Su importancia en la sociedad está equiparado con el de los hombres, fue muy significativa desde antes de la colonia, pero luego de la conquista la influencia colonial motivó su desvalorización social.

### Religión durante la Colonia

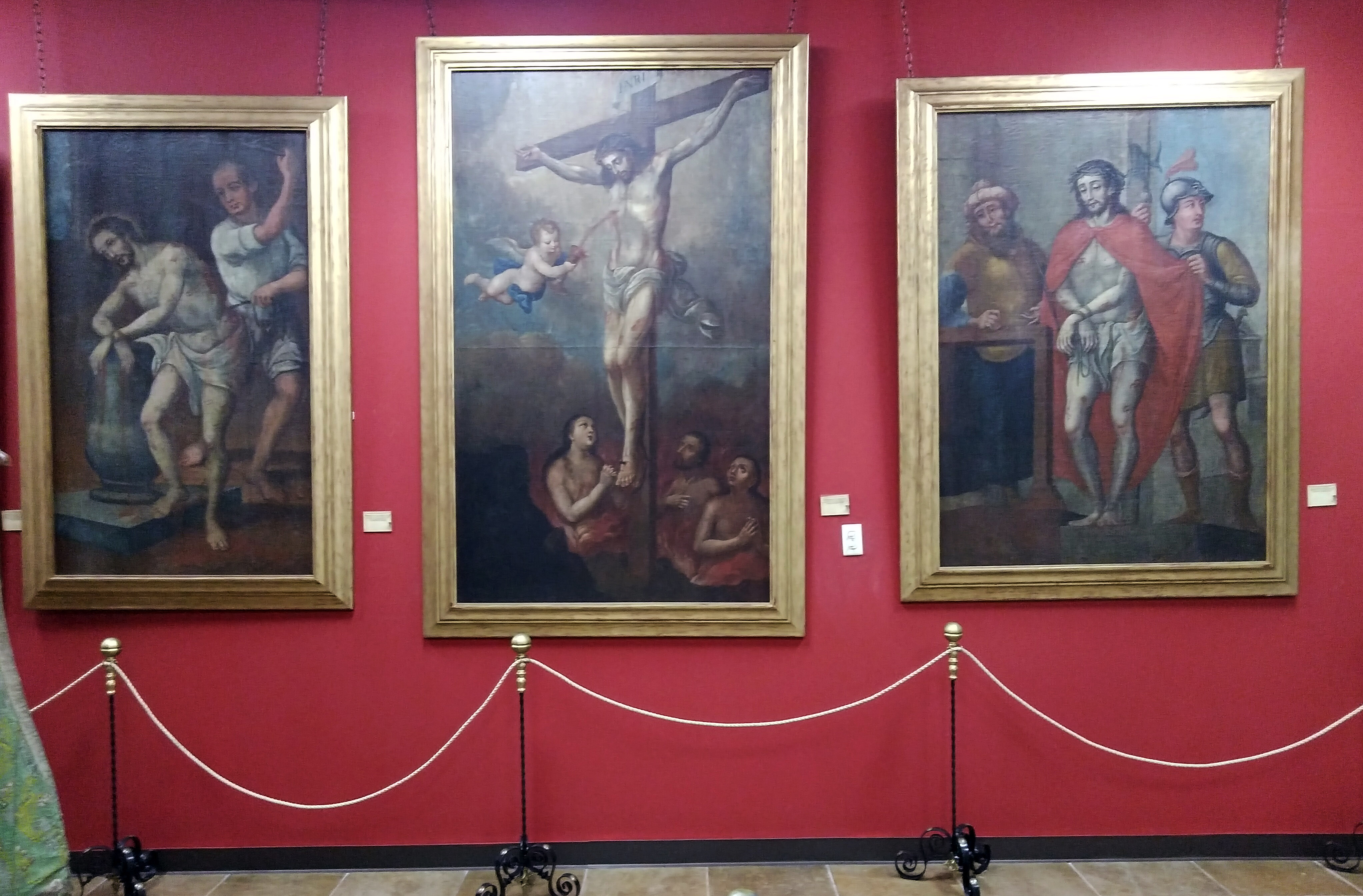
Pinturas religiosas del.

El papa Alejandro VI había emitido un edicto donde otorgaba a los reyes católicos de España, Fernando de Aragón e Isabel de Castilla, sendos poderes y propietarios de las tierras encontradas por Cristóbal Colón, luego esas tierras que fueron conquistadas entraron en la historia de los misioneros cristianos, Mercedarios, Franciscanos, Jesuitas, etc. trayendo consigo la creencia católica y convirtiendo a los amerindios de sus creencias politeístas a la fe cristiana. Es así, que el convenio entre las colonias americanas y el Reino de España y la Santa Sede, era sobre un impuesto o diezmo de los feligreses hacia la iglesia, que siempre ha estado al lado de la monarquía española.

Luego de la colonización se fundaron en toda América grupos liberales antimonárquicos y eclesiásticos, los cuales luchaban por una independencia, como la vivida en la provincia de Honduras en 1821. Al tenor de esta y declarada como un Estado independiente entre 1825 y 1880 Honduras se convierte en un estado confesional católico, entre 1825 y 1839 el estado protegía a la Iglesia católica, desde 1839 se permitió el ejercicio de otras creencias, hasta que en 1880 se declara que Honduras deja de ser un estado confesional, se deja de beneficiar al clero y la educación pasa a ser laica.

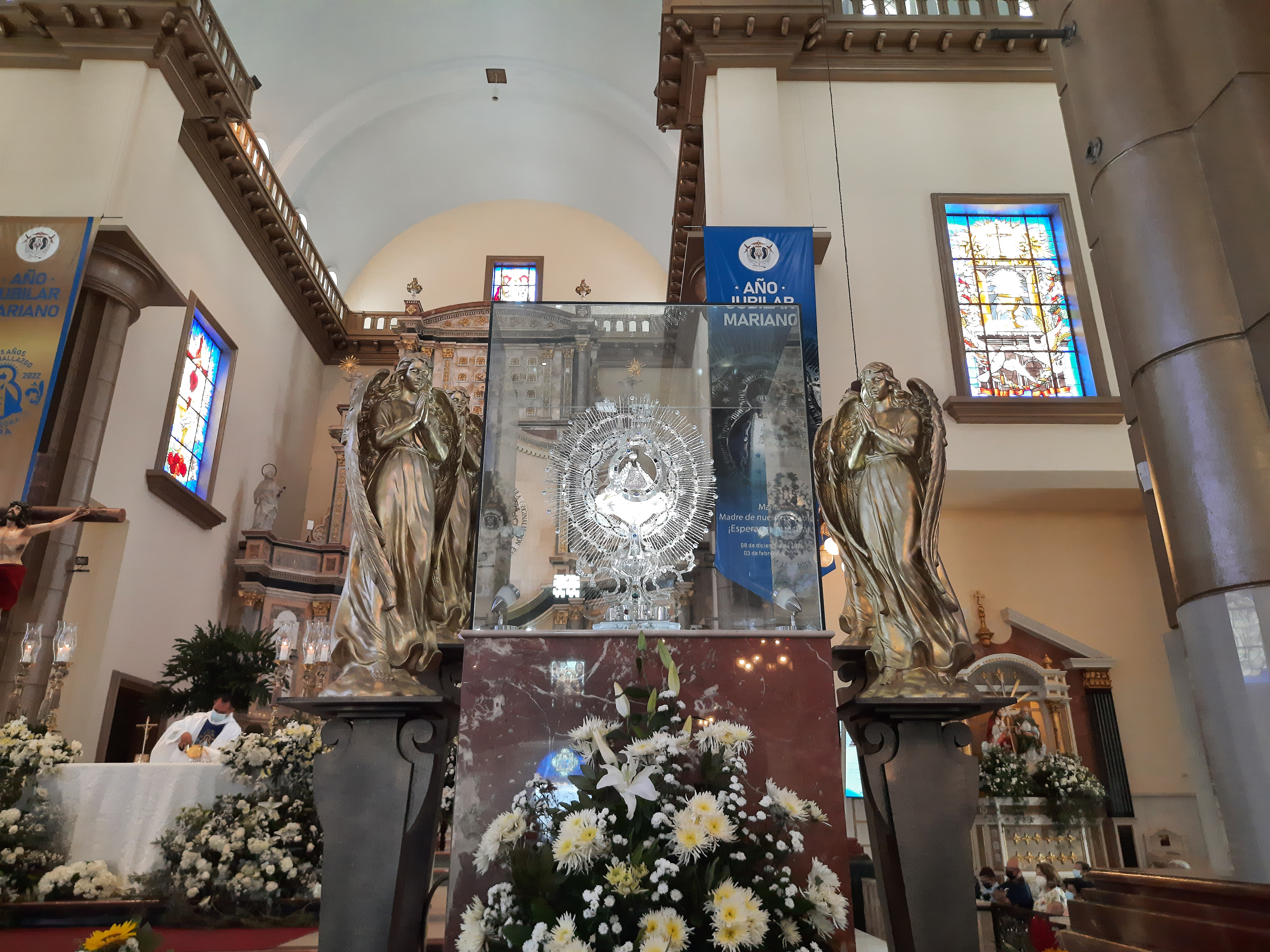
Imagen de la Virgen de Suyapa en la Basílica de Suyapa

La Iglesia Católica no es una religión, es una iglesia de la Religión cristiana. Honduras, fue el país donde se celebró la segunda misa católica en territorio continental americano. Esta se llevó a cabo el 14 de agosto de 1502 en Punta Caxinas, dos semanas después del descubrimiento de Honduras (en esa época llamada Hibueras o Guaymuras) por parte de Cristóbal Colón. Desde ese entonces, los españoles se encargaron de inculcar la fe.
Los misioneros franciscanos llegaron an Honduras en 1521, seguidos por los mercedarianos en 1548, para empezar las tareas de la evangelización y el bautizo católico de los amerindios. El primer obispo de Honduras en ser nombrado fue el fraile Cristóbal de Pedraza (1485-1553), quien llegó en 1539 y se instaló en el pueblo de Trujillo (fundado en 1525); Pedraza fue sustituido por fray Jerónimo de Corella en 1555, quien escogió el pueblo de Santa María de la Nueva Valladolid (ahora Comayagua) como la sede de su obispado, la diócesis de Comayagua fue establecida hasta en 1561.
En la primera constitución de Honduras se declara al estado de Honduras como un estado católico, manteniéndose así en la constitución de 1831, 1839 y 1848. En la constitución de 1948 permite el libre ejercicio de otras religiones.
- Religión Cristiana, es la que cree en Dios padre, Jesucristo como salvador personal y el Espíritu Santo fuente de poder.[4]

#### Religión Garífuna
La religión garífuna es el Dugú, es una mezcla de creencias africanas, católicas e indígenas.

#### Protestantismo
Se considera "Protestante" a todo aquel que no es católico y miembro de una iglesia evangélica fundada de acuerdo a la "Tesis" de Martín Lutero. Las Iglesias Evangélicas en su mayoría fundadas en los Estados Unidos de América enviaban misioneros hacia el sur, a Honduras llegaron entre los años 1768 a 1950, el protestantismo fue creciendo en Honduras. El primer misionero anglicano fue Christian Frederick Post (1768-1785) de Filadelfia, quien fue enviado por la Sociedad para la Propagación del Evangelio en el Extranjero (SPGFP) a la costa de la Mosquitia, luego le siguieron otros misioneros miembros de la Misión Centroamericana.

### Masonería
En el siglo XIX fue fundada en España, La logia de Cádiz bajo el rito inglés, los miembros de esta taller conspiraban contra la Monarquía española encabezada por Fernando VII de Borbón, la invasión a la península por parte de los franceses y el desgaste militar y económico que ocurría en la América española. Entre algunos miembros y otros allegados a esta logia estuvieron Simón Bolívar y José de San Martín, líderes indiscutibles de la independencia de los virreinatos sudamericanos, de igual forma algunos criollos, civiles y militares hondureños fueron adentrándose en los talleres y convirtiéndose así a la masonería, que aunque no es una religión, es una sociedad de personas ilustradas en algún oficio o profesión.

## Laicismo en Honduras

Estado laico o aconfesional
Estado confesional
Ambiguo o sin datos

Honduras es un estado laico desde 1880 y se da la separación del estado y la iglesia en 1924. Con esto se obtuvo la nula injerencia de cualquier organización o confesión religiosa en el gobierno del mismo, ya sea en el ejecutivo, en el legislativo o en el judicial. Desde entonces, Honduras ha formado parte de otros 140 estados laicos, incluidos Estados Unidos de América, Brasil, Alemania, Inglaterra, Italia, India, Japón, Rusia y China.

## Actualidad

### Cristianos

#### Católicos

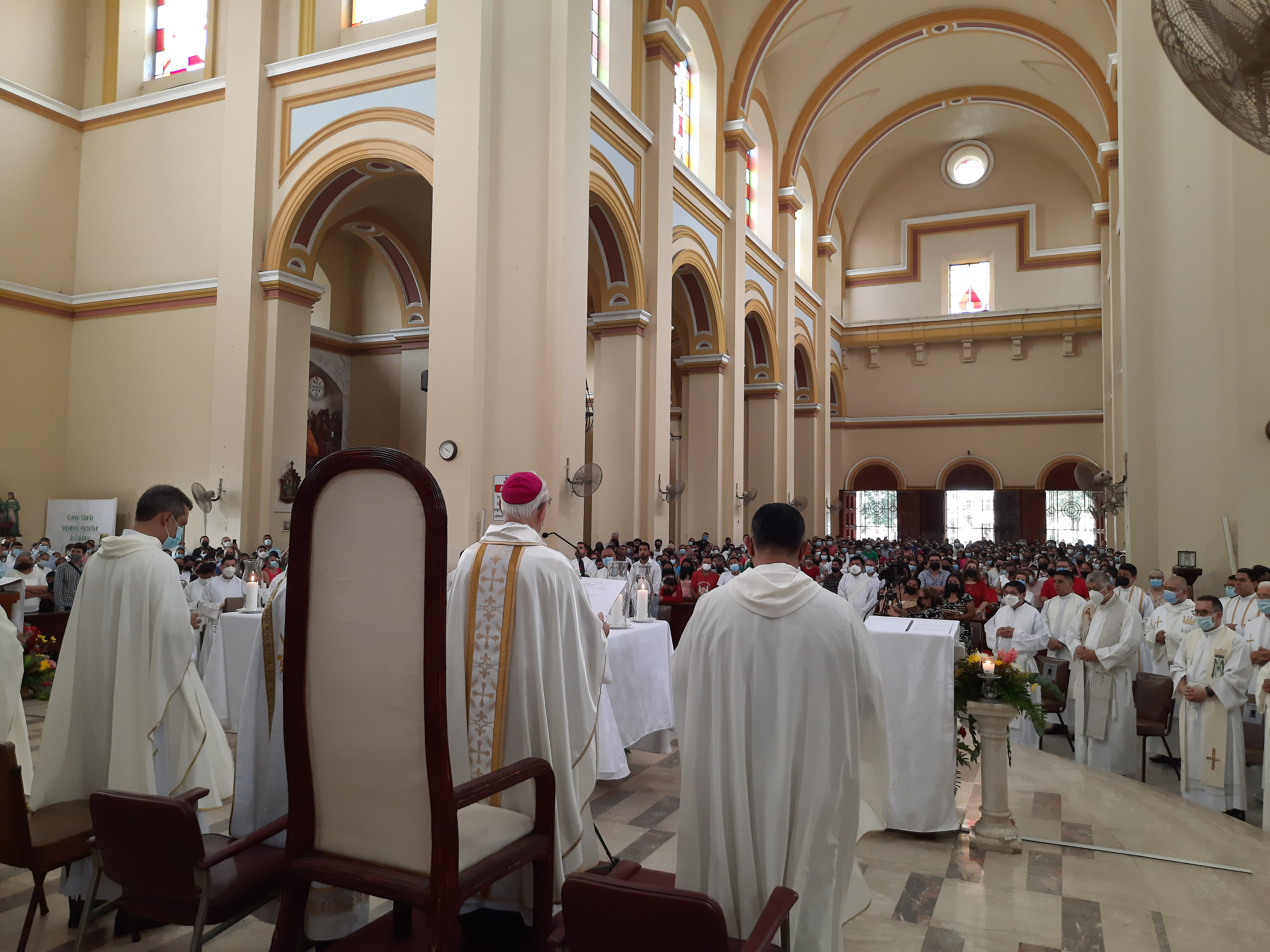
Ordenación Sacerdotal en la Catedral San Pedro Apóstol

Hoy en día, la Iglesia católica en Honduras está compuesta por once diócesis, a saber: Tegucigalpa, Comayagua, Choluteca, Olancho, Yoro, San Pedro Sula, Trujillo, La Ceiba,Gracias, Danlí y Copán, las cuales forman parte de la Conferencia Episcopal de Honduras.
En algunas regiones del país, como la zona centro-occidente del país, se realizan procesiones, especialmente durante el Jueves y Viernes Santo. A través de estas, los hondureños recuerdan el sacrificio de Jesucristo por la humanidad.
Hoy en día, un bajo porcentaje de la población se considera atea 8%, el 43 % de las personas creyentes es católica y una importante parte de las etnias autóctonas conservan su religión original.

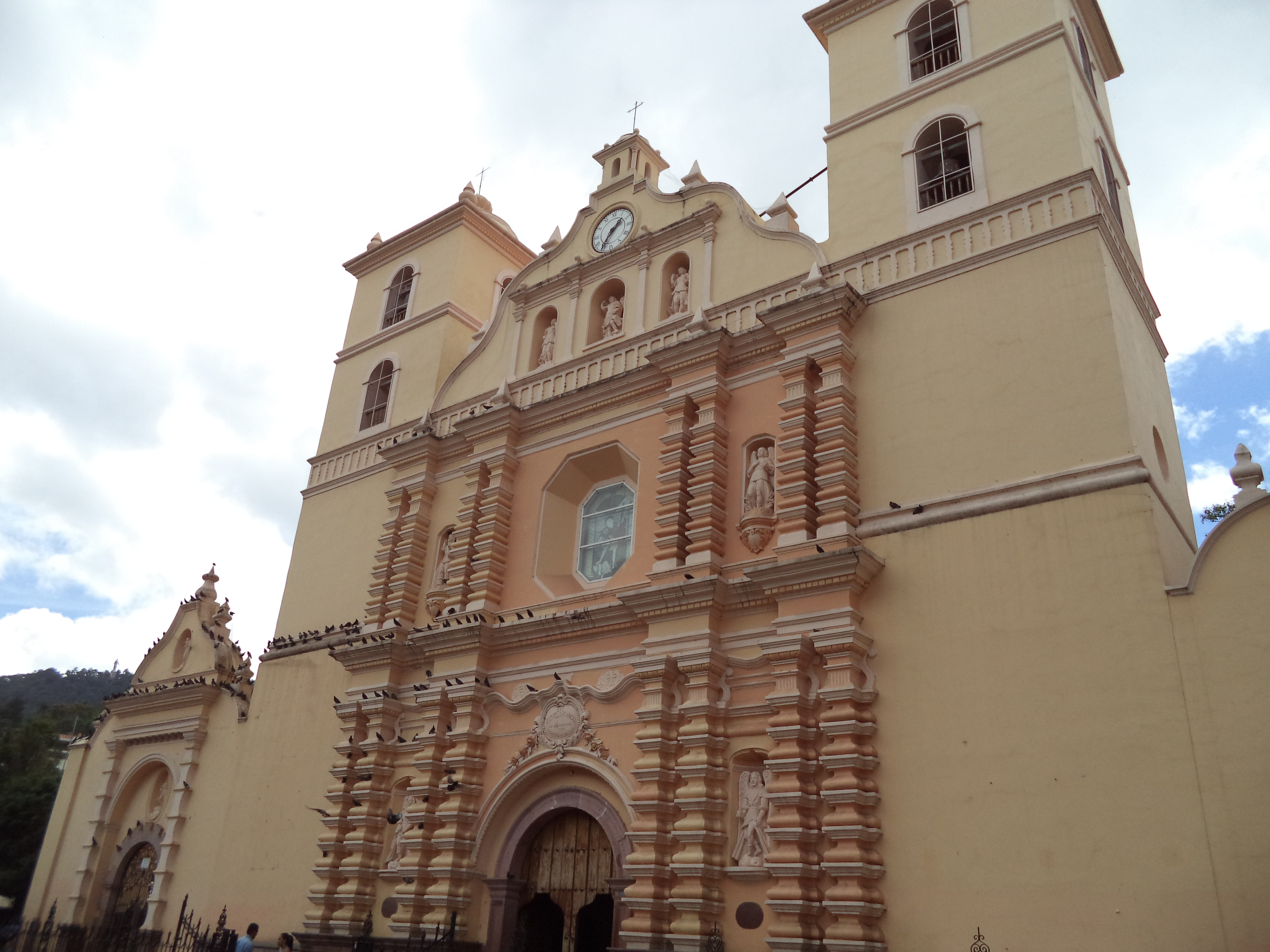
Catedral de San Miguel Arcángel.

En los últimos años, tanto la Iglesia católica, como una gran cantidad de comunidades eclesiales de inspiración protestante, principalmente de línea pentecostal, están experimentando un crecimiento importante en cuanto al número de feligreses comprometidos. Quizás debido a las mejoras en vías de comunicación, que les permiten, tanto a la Iglesia católica como a la evangélica contar con canales de televisión, radio-emisoras, periódicos, universidades y páginas de Internet. Por otro lado, las diversas iglesias protestantes están estructuradas por 3 confederaciones la Asociación de Pastores de Honduras, la Confraternidad Evangélica de Honduras y la Red Apostólica de Honduras.

#### Cristianos Protestantes
La Iglesia evangélica de Honduras, por su parte en el siglo XX alcanzó cifras extraordinarias, tanto es así que hubo preocupación por parte de las autoridades católicas. En el año 2000 se consideraba un 23% de población del país profesante del cristianismo protestante, hoy en día, el último de dato de la Dirección de Censos y Estadística del Gobierno establece que el cristianismo evangélico ascendió al 46% de la población de 9, 368, 926 habitantes, otro dato curioso es que la mayor cantidad de Iglesias no están afiliadas a ninguna de las grandes organizaciones con personalidad jurídica, tal como la Confraternidad Evangélica de Honduras (CEH) que aglutina alrededor de 22 000 iglesias.

#### Cristianos ortodoxos

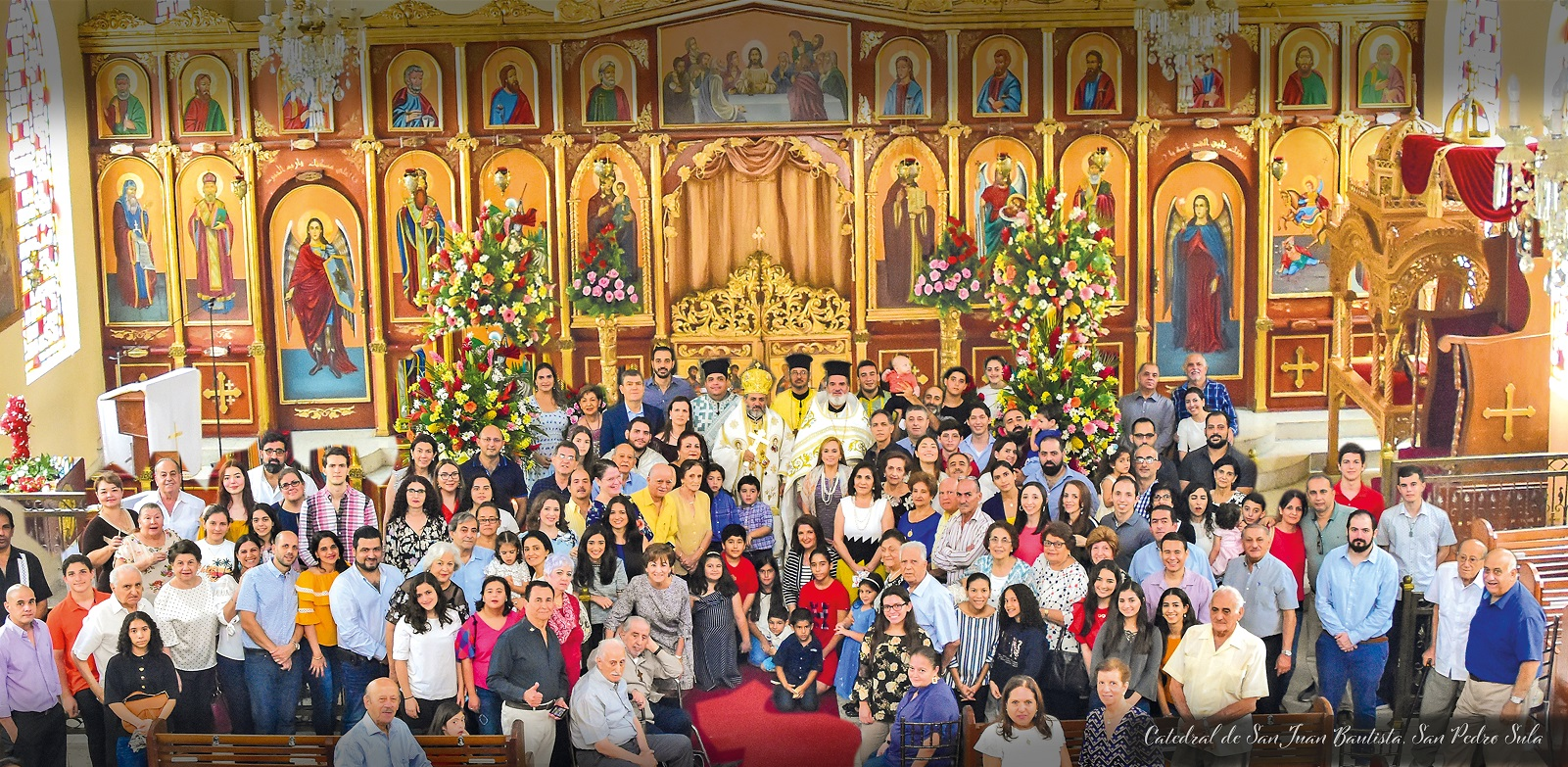
Cristianos Ortodoxos en San Pedro Sula.

Otra iglesia cristiana que ha tenido relativa presencia en honduras es la Iglesia Católica Apostólica Ortodoxa, la cual llegó al país gracias a las migraciones de árabes a suelo hondureño en visto que la ortodoxia es parte de las iglesias ortodoxas orientales, de las cuales muchos árabes del levante como los palestinos han sido parte de ellas, llevando consigo esta rama del cristianismo a Honduras.

#### No creyentes
Por otro lado, la cifra de las personas que no se adhieren a ninguna religión o el conjunto de los creyentes en Dios pero sin religión, ateos, agnósticos, otras ramas antirreligiosas (o incluso los que "no responden") había comenzado a crecer a inicios de la década de 1990, llegando a superar el 10% de la población en la primera década de los 2000, pero cifras más actuales indican que ahora rondan por cerca del 8%, esto podría ser por el crecimiento continuo de las iglesias protestantes y el aumento de la práctica y de la fe en la población católica desde la elección del Papa Latinoamericano Francisco.
Para el año de 2020, un recuento de miembros en la religión en Honduras, reflejo lo siguiente: católicos 45%, protestantes 42%

### Otras religiones
Existen grupos de menor escala en Honduras que profesan otras religiones, tales como: Fe Bahai, Islam, Judaísmo, Budismo, Hinduismo, Wicca, entre otros.